# Zadel
Ne doit pas être confondu avec Zadeh.
 (mars 2010).

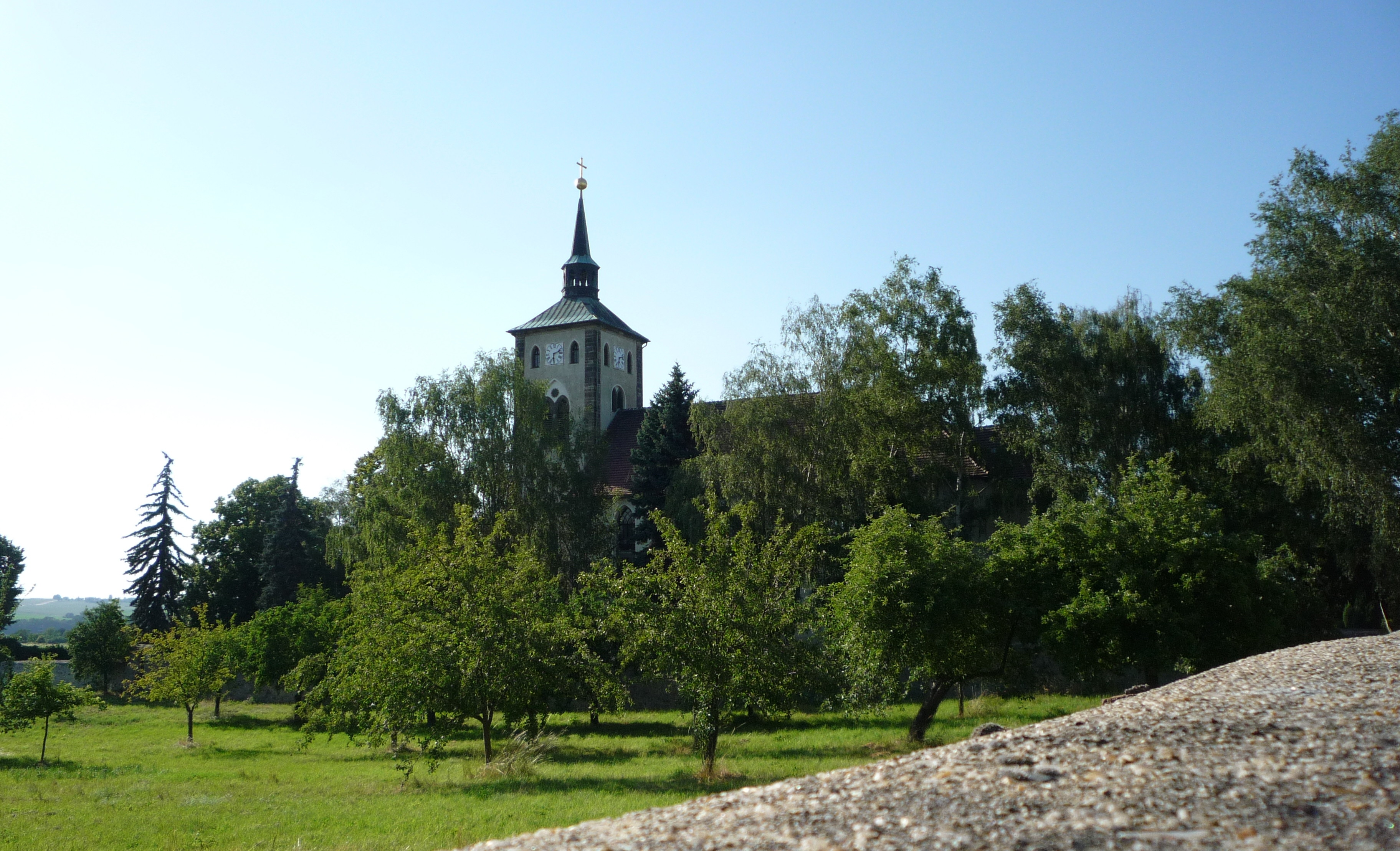
Vue de l'église Saint-André de Zadel

Zadel est un village saxon qui fait partie de la municipalité de Diera-Zehren dans l'arrondissement de Meissen.

## Histoire
L'endroit est peuplé durablement au XIe siècle et fait partie d'un secteur protégé par un fort, le seul situé à l'est de l'Elbe à cette époque. Son nom provient d'un mot sorabe qui signifie derrière les montagnes. L'église Saint-André est consacrée au XIIe siècle, à la place d'une ancienne chapelle de bois. Elle passe à la Réforme au XVIe siècle, est détruite en 1841, pour être reconstruite en style néogothique l'année suivante. Elle est décorée de fresques romantiques. Il y a près de 650 habitants, après la Seconde Guerre mondiale.
On trouve des traces documentées du vignoble de la région dès 1218. En effet, les collines ont des versants sud favorables à la culture de la vigne, avec un mélange de terre graniteuse et limoneuse de type lœss. Zadel est parmi les vignobles les plus anciens de la vallée de l'Elbe, tradition que perpétue ici le château de Proschwitz appartenant au prince Georges de Lippe-Biesterfeld.
C'est en 1216 qu'un chevalier Tammo de Sconeveldt, ancêtre des Schönfeld, est mentionné dans ces terres. Il a en fief Zadel (ou Zedele) et tire bénéfice de l'église Saint-André qui appartient à l'abbaye d'Altzelle, près de Nossen. Son suzerain est le margrave Dietrich de Meissen.